# 中華人民共和国人民警察
中華人民共和国人民警察（ちゅうかじんみんきょうわこくじんみんけいさつ、中国語: 中华人民共和国人民警察、民警、英語: People's Police of the People's Republic of China）は、中華人民共和国の文民警察機関。
人民警察法の規定では、公安機関（司法警察機関）、国家安全機関（公安警察・情報機関）、監獄および労働教養管理機関の人民警察、および人民法院・人民検察院の司法警察を含むものとされているが、実際には、公安機関の人民警察（公安民警）がほとんどの権能を負っているため、単に「民警」と称した場合は公安民警を指す場合が多い。

## 編制
公安機関としては、日本の戦前の内務省警保局と府県警察部/ロシアの内務省の関係と同様に、国務院の公安部の中央指導のもとで地方政府の公安機関が執行的事務にあたっており、この実施部隊にあたるのが公安民警である。各地方政府の公安機関としては、省・自治区には公安庁が、直轄市には公安局が設置されている。これらの下級結節として、市（副省級市・地級市・県級市）・県・旗・地区・自治州には公安局、市轄区には公安分局、盟には公安処が設置されており、また地域には警察署・派出所が配されている。地方政府公安機関の経費については、当該地方政府の予算で負担されている。2000年の時点で、公安機関職員は中国全土で約160万名、うち警察業務に従事しているのは120～130万名とされている。

### 特殊警察部隊
従来、警備警察的な事案は中国人民武装警察部隊（武警）の担当とされており、1980年代に諸外国の趨勢にあわせて対テロ作戦に着手した際にも、最初こそ公安部直属でハイジャック対策部隊（地面反劫机特种警察部队）を設置したものの、間もなく武警に隷属替えされて、特殊警察学院・隼突撃隊として改編された。
しかしこの時期、改革開放とともに、中国国内でも凶悪犯罪の増加が問題になりつつあった。例えば1987年には、洛陽市で逃亡中の殺人犯がバスを乗っ取り、公安民警と武警の検問を突破しようとして洛陽黄河公路大橋上で銃撃戦となり、乗員乗客12名が死亡する事件（洛阳黄河大桥武装劫持人质案）が生じている。この情勢に対して、1988年末、仏山市公安局は20名規模の特警部隊（特种警察队）を設置して、民警独自のSWAT部隊の嚆矢となった。当時、公安局部内にはこの種の作戦のノウハウがほとんどなかったため、編成にあたっては、海軍陸戦隊偵察大隊を中心とする退役軍人を招集している。
その後、同様の問題に直面していた他の地方政府でも同種部隊の創設が相次ぎ、例えば1992年には上海市公安局でも特警部隊が設置された。また北京オリンピック警備を控えて、2005年には、公安部からの指示によって36ヶ所の指定都市で特警部隊が創設されたほか、装備の更新も図られた。また2008年の四川大地震に際しては災害警備にもあたっている。現在の公安特警では、SWAT部隊（突击队）のほか、武装警邏部隊（公安巡特警）、暴動鎮圧・雑踏警備部隊（公安防暴警察）も編成されている。

## 人員・装備

### 階級
- 総警監（拼音: zǒng jǐngjiān, 英語: Commissioner of Police）警察庁長官に相当
- 副総警監（拼音: fù zǒng jǐngjiān, 英語: Deputy Commissioner of Police）警視長に相当
- 一級警監（拼音: yījí jǐngjiān, 英語: Superintendent 1st Class）一級警視相当
- 二級警監（拼音: èrjí jǐngjiān, 英語: Superintendent 2nd Class）二級警視相当
- 三級警監（拼音: sānjí jǐngjiān, 英語: Superintendent 3rd Class）三級警視に相当
- 一級警督（拼音: yījí jǐngdū, 英語: Inspector 1st Class）一級警部に相当
- 二級警督（拼音: èrjí jǐngdū, 英語: Inspector 2nd Class）二級警部に相当
- 三級警督（拼音: sānjí jǐngdū, 英語: Inspector 3rd Class）三級警部に相当
- 一級警司（拼音: yījí jǐngsī, 英語: Sergeant 1st Class）巡査部長に相当
- 二級警司（拼音: èrjí jǐngsī, 英語: Sergeant 2nd Class）巡査長に相当
- 三級警司（拼音: sānjí jǐngsī, 英語: Sergeant 3rd Class）巡査に相当
- 一級警員（拼音: yījí jǐngyuán, 英語: Constable 1st Class）
- 二級警員（拼音: èrjí jǐngyuán, 英語: Constable 2nd Class）
- 三級警員（拼音: sānjí jǐngyuán, 英語: probationary Constable）

日本で例えると北京市の警視総監にあたる人物は副都知事を兼任することになる。

### 銃器
民警の警察官は自衛用に拳銃を携行できるが、実際の携行は凶悪犯の検挙が予想される場合などに限られ、通常は警察署に保管されていた。街頭警邏や警備警察的な事案で武装要員による対応が必要になった場合は武警の応援を受けていたが、上記の通り、1980年代以降は都市部を中心に民警独自の特殊警察部隊の編成が進められている。また2014年昆明駅暴力テロ事件を受けて、民警の外勤部門でも武装要員の常時巡回が開始されることになり、まず上海と広州のほか、少数民族が多く住む都市で着手された。例えば上海市では、4,000名以上の外勤警官からの選抜により、1,000名が武装要員とされた。
拳銃としては、54式拳銃（中国版トカレフ）、64式拳銃（中国版PPK）や国産の77式拳銃が用いられてきた。このうち、54式は7.62x25mmトカレフ弾を使用するため威力が強く示威効果に優れる一方、貫通力が強いために人口密集地での使用に不適で、また安全装置の欠如のために平時の携行も困難だった。64式と77式は、より威力が低い7.62×17mm弾を使用し、またマニュアルセフティを備えることからこれらの問題は無かったものの、逆に示威効果が低く、また特に77式は安全装置の設計などに問題があった。
このため、2001年、凶悪犯と対峙する刑事警察部門を中心として、9mm仕様の92式拳銃の導入が決定された。一方、一般の外勤警官用としては、貫通力を抑えた新型実包を採用して低致死性のゴム弾にも対応した05式回転式拳銃が開発され、2000年代中盤より採用された。また特殊警察部隊では95式自動小銃や88式狙撃銃といった小火器も配備されているほか、新疆ウイグル自治区の部隊では、12.7x108mm弾仕様の10式狙撃銃（対物ライフル）も配備されている。

### 個人装備
中国ではICチップ入り身分証の携帯が義務づけられており、警察官は公民身分番号で本人確認を行うため「警務通」と呼ばれる携帯情報端末を所持している。

### 車両
パトロールカーはフォルクスワーゲン、日本車、韓国車が中心である。
車両の色は白地に青の曲線と紋章が描かれ、ボンネットに「警察 POLICE」、サイドドアには、公安民警であれば「公安」の字が入る。パトランプは青と赤の2色。
中国では自動車に自国・他国の警察を問わずパトロールカーに類似した塗装を施すことは違法である。
2代目

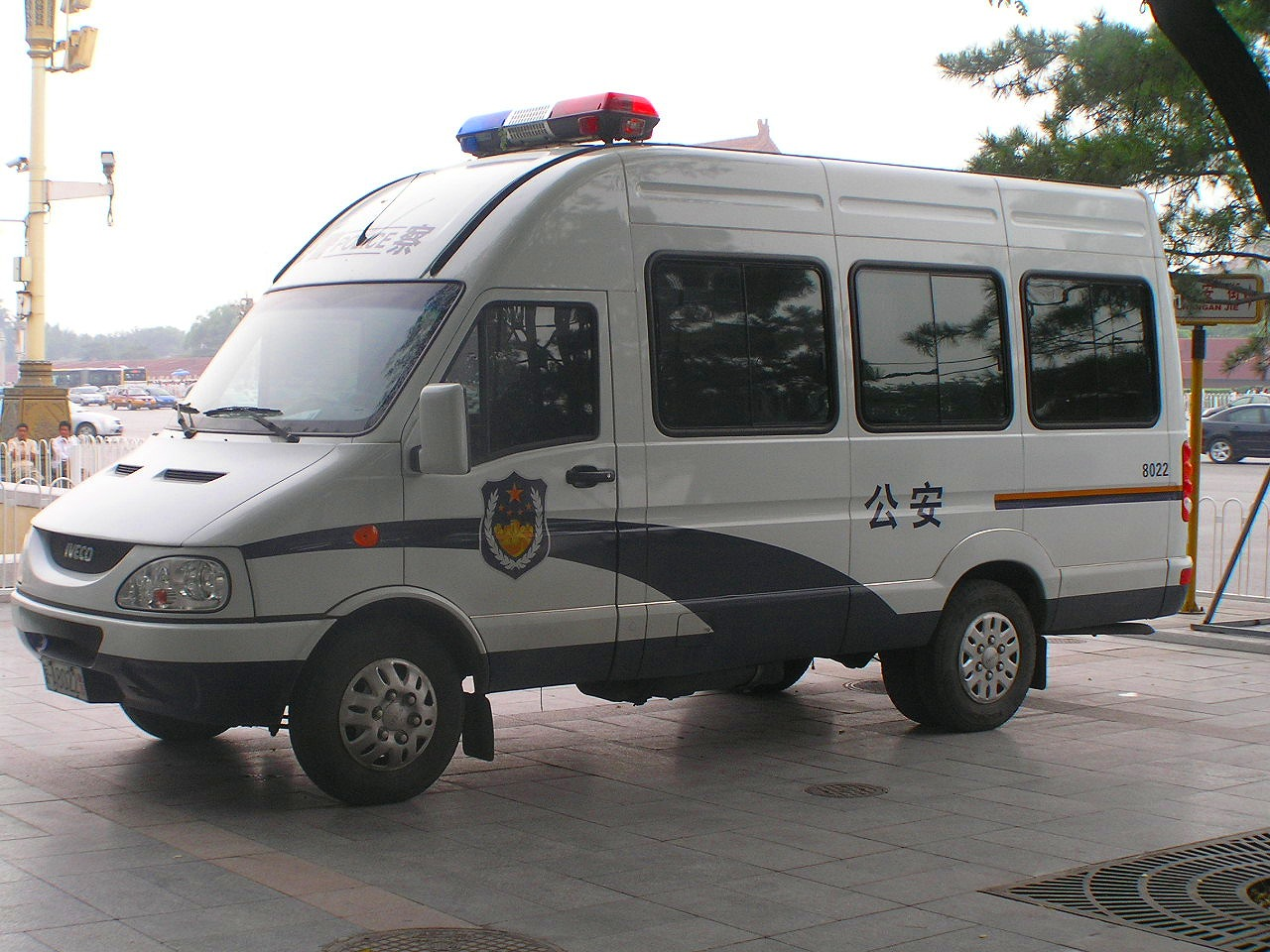
イヴェコ・デイリー
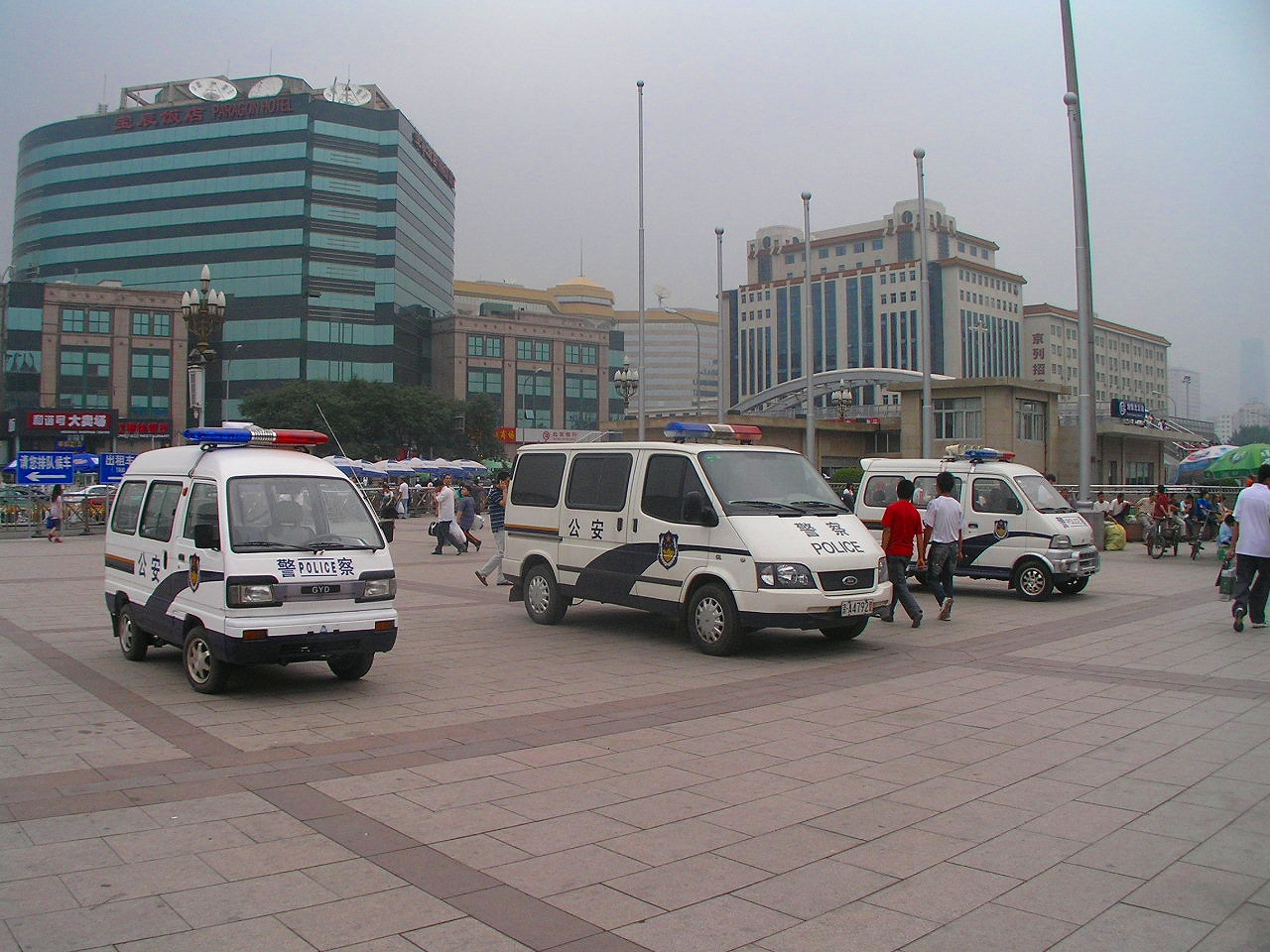
北京駅前の公安パトロールカー
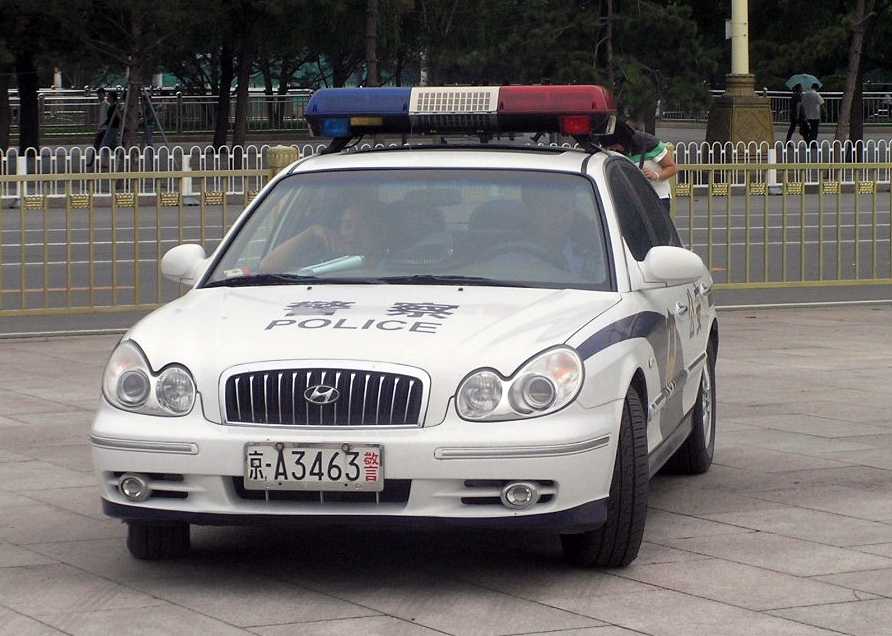
ヒュンダイ・ソナタ4代目
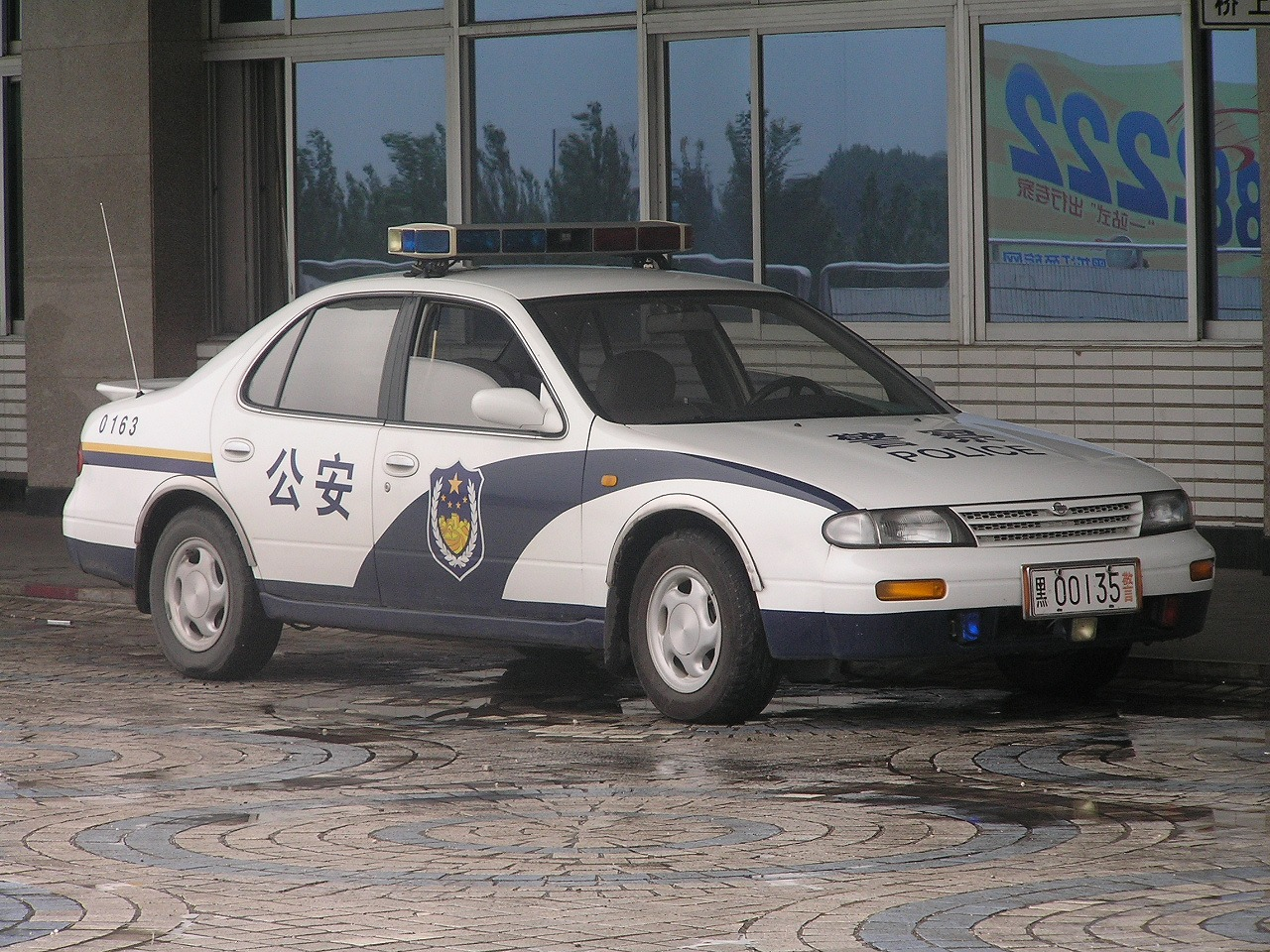
日産・ブルーバード（裕隆汽車・日产蓝鸟）
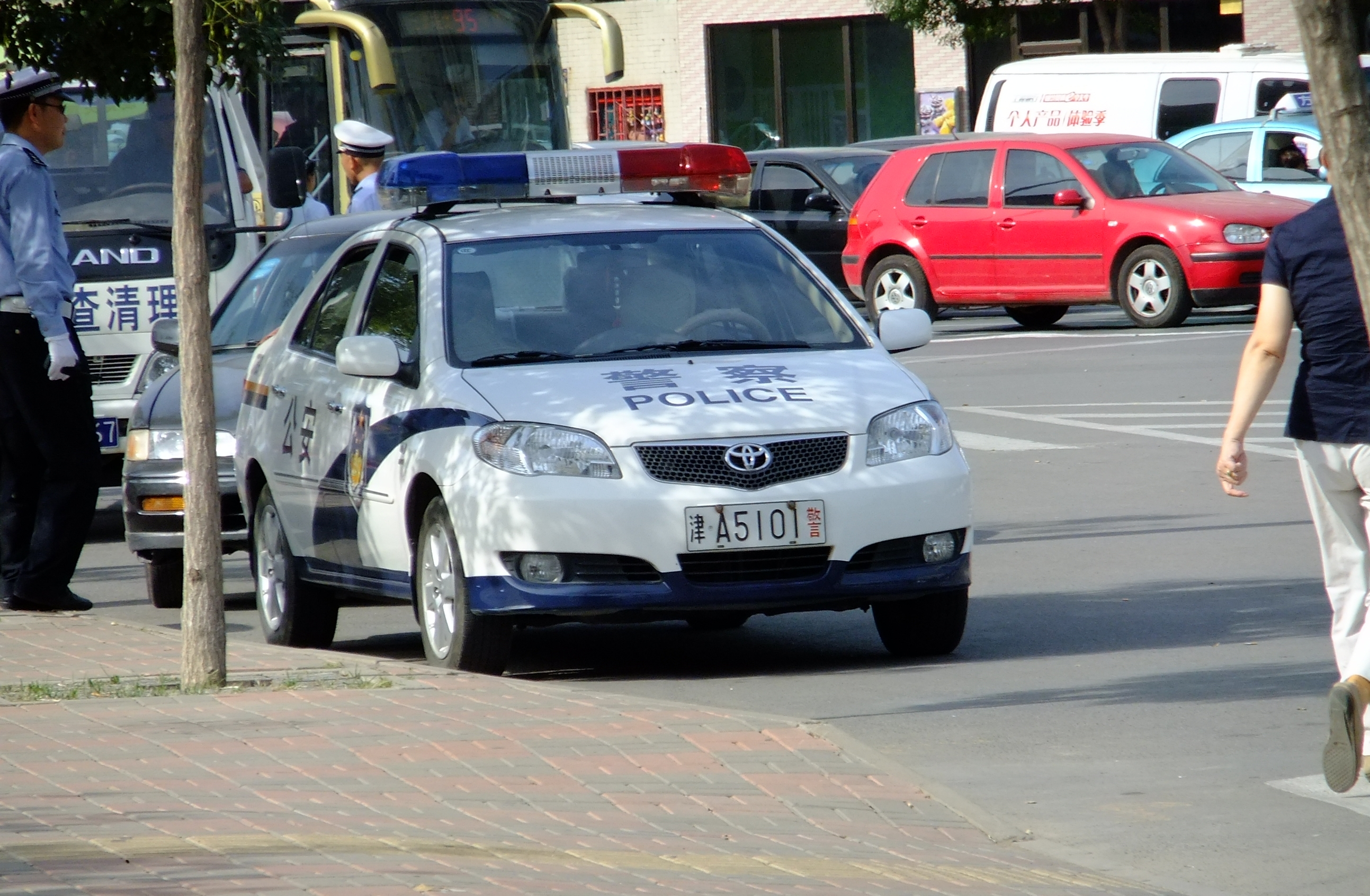
トヨタ・ヴィオス